# Acostemma sladeni
Acostemma sladeni är en insektsart som beskrevs av William Lucas Distant 1917. Acostemma sladeni ingår i släktet Acostemma och familjen dvärgstritar. Inga underarter finns listade i Catalogue of Life.